# (1283) Komsomolia
(1283) Komsomolia ist ein Asteroid des Hauptgürtels, der am 25. September 1925 vom russischen Astronomen Wladimir Alexandrowitsch Albizki am Krim-Observatorium in Simejis entdeckt wurde.
Der Name ist abgeleitet von der sowjetischen Jugendorganisation Komsomol.